# آرمن بونیاتیان
آرمن آرتاوازدی بونیاتیان (ارمنی: Արմեն Արտավազդի Բունիաթյան؛  زادهٔ ۳۰ سپتامبر ۱۹۳۰ - درگذشته ۱۹ فوریهٔ ۲۰۲۰) رادیولوژیست، استاد اهل ارمنستان بود.

## زندگی‌نامه
وی در ۳۰ سپتامبر ۱۹۳۰ در ایروان به دنیا آمد و از دانشگاه ملی تحقیقاتی پزشکی روسیه فارغ‌التحصیل گشت. همچنین برندهٔ جوایزی همچون نشان پیش‌کسوت کار، نشان برجسته افتخار، نشان دوستی، نشان پرچم سرخ کار، مدال به مناسبت یکصدمین سالگرد تولد ولادیمیر ایلیچ لنین،  جایزه دولتی اتحاد شوروی (۱۹۸۴)، جایزه شورای وزیران اتحاد شوروی، دانشمند شایسته فدراتیو روسیه شوروی  شده است. وی در ۱۹ فوریهٔ ۲۰۲۰ در سن ۸۹ سالگی در مسکو درگذشت.

## یادداشت
1. ↑  բժշկական գիտությունների դոկտոր
2. ↑  هՌուսաստանի ազգային հետազոտական բժշկական համալսարան
3. ↑  Russian Scientific Center of Surgery
4. ↑  Բորիս Պետրովսկի
5. ↑  ռենտգենաբան
6. ↑  ԽՍՀՍ Նախարարների խորհրդի մրցանակ
7. ↑  ՌՍՖՍՀ գիտության վաստակավոր գործիչ

## نگارخانه

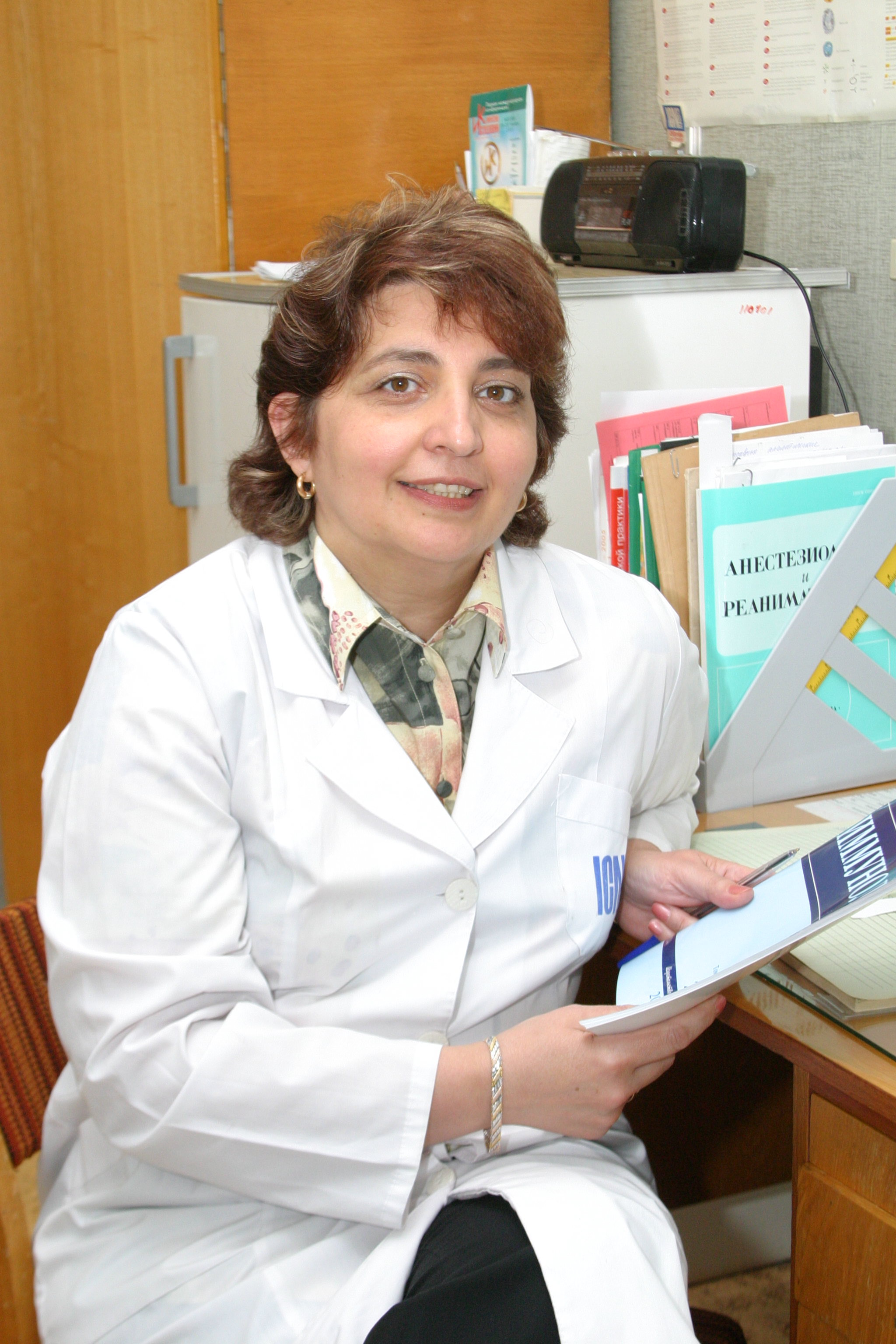
دخترش کارینا بونیاتیان (2005)